# Joachim Jaenicke

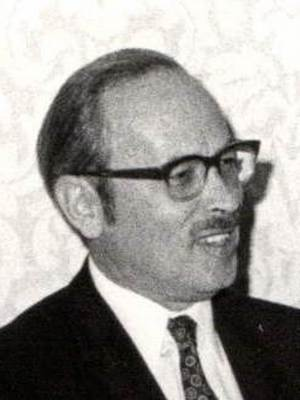
Joachim Jaenicke

Joachim Jaenicke (* 2. August 1915 in Breslau; † 15. Mai 2007 in Lenggries) war ein deutscher Diplomat.

## Leben
Sein Vater Wolfgang Jaenicke war Völkerbund-Beauftragter bei der chinesischen Regierung. Joachim Jaenicke machte sein Abitur an der Deutschen Schule in Shanghai.
Von 1935 bis 1938 studierte er Rechtswissenschaft und Volkswirtschaftslehre an den Universitäten Grenoble und Genf. An der Universität Genf erhielt er 1938 die Licence és Sciences politiques. Ab 1938 studierte er am Haverford College in Pennsylvania, wo er 1940 einen Master erreichte. Ab 1941 hörte er an der Fletcher School of Law and Diplomacy internationales Recht. Er wurde als Deutscher Staatsbürger in den USA interniert. Vom 8. Mai 1945 bis 1948 unterlag er in den USA einem Ausreiseverbot und lehrte Sprachen und moderne Geschichte.
1949 kam Jaenicke nach München und wurde Sonderbeauftragter des Bayerischen Roten Kreuzes, einer vom Alliierten Kontrollrat verbotenen Organisation. Ende 1949 wurde er als Referent in die Verwaltung der Bizone in Frankfurt am Main berufen. 1950 kam er zum Bundesministerium für den Marshallplan.
Im Juli 1950 trat Jaenicke in den Auswärtigen Dienst ein und wurde an der Deutschen Botschaft in Washington akkreditiert. Ab März 1956 leitete er die Presseabteilung des Auswärtigen Amtes. Als stellvertretender Generalsekretär für politische Angelegenheiten der NATO wirkte Jaenicke bis 1969 am Harmel-Bericht mit.
1970 bis 1974 war Jaenicke Botschafter in Jugoslawien.
Auf der vierten Konferenz der Vereinten Nationen für Handel und Entwicklung in Nairobi 1976 leitete Joachim Jaenicke zeitweise die deutsche Delegation und erklärte auf einer Pressekonferenz:

„Die Faulenzer sollen sich erst einmal angewöhnen, selber zu arbeiten, ehe sie anderer Länder fleißig verdiente Gelder verlangen.“

In Jaenickes Amtszeit als Botschafter in Buenos Aires von 1977 bis 1980 verhandelte der Staatssekretär im Auswärtigen Amt Günther van Well mit Jorge Rafael Videla um die Lieferung des Blockes 2 des Kernkraftwerk Atucha durch die Kraftwerk Union für drei Milliarden Deutsche Mark. Gegenüber der Deutschen Presse-Agentur bestritt Joachim Jaenicke, dass es sich bei der Regierung von Jorge Rafael Videla um eine Militärdiktatur handelt. Nach seiner Meinung befand sich Argentinien in einem „Ausnahmezustand“ als „Folge der internationalen Terrorsituation“ und die Militärs hätten nur ein Ziel „nämlich die Macht wieder in die Hände der Zivilisten zurücklegen zu können“.
1980 trat Jaenicke in den Ruhestand.